# Casa a la plaça Major (Castellfollit de Riubregós)
La Casa a la plaça Major és una obra noucentista de Castellfollit de Riubregós (Anoia) inclosa a l'Inventari del Patrimoni Arquitectònic de Catalunya.

## Descripció
Edifici d'estatges de dos pisos sustentat sobre dos dels pilars que formen el conjunt de la plaça porticada. El més remarcable és la façana exterior feta de pedra i recoberta d'estuc blanc, tret dels marcs de les finestres i les parets on s'hi incorporen petites rajoles de ceràmica de color amb motius florals que donen més dinamisme al conjunt. A la part superior ressalta un petit rosetó circular de pedra i un acabament amb frontó circular de mig punt que tanca tot el conjunt.